# インフォマーシャル
インフォマーシャル（infomercial）は、放送におけるコマーシャルメッセージ（CM）の一種で、通常のCM枠よりも長大な時間を使ってより具体的な情報を消費者に提供するための広告手段。インフォメーション (information) とコマーシャル（commercial）の合成語。情報提供型広告、インフォーマティブ広告（informative advertising）とも。

## 歴史
アメリカ合衆国でテレビショッピングの方法として登場した概念である。宣伝対象の商品自体よりも、その商品の用い方を通じての生活情報の提供に力点を置くことが大きな特徴である。
日本において「インフォマーシャル」を標榜した番組は、広告の獲得に苦心した各ケーブルテレビ局で1984年1月頃から実験的に開始したのが最初であるとされる。ジャパンケーブルネットワーク（JCN）という番組配給ネットワークが各広告主依頼のインフォマーシャルを制作し、各局に順次配給した。地上波局では同年4月2日より、KBS京都テレビで放送を開始したのが最初の例である。
やがて、日本では「インフォマーシャル」の語はより広い意味で使われるに至った（後述）。

## 日本のインフォマーシャル
日本における「インフォマーシャル」の意味および種類には次のようなものが挙げられる。

### 商品宣伝
- インフォマーシャル式テレビショッピング
アメリカ式をもとに、健康をテーマにしたバラエティ番組・情報番組の手法で構成しているのが特徴。商品の信頼を高めるべく、商品を使用した実験や体験者の感想などを盛り込んで構成される。
- 商品PR番組
5分（ミニ番組）から30分[1]の枠で、特定の商品の内容を出演者（タレントやアナウンサー）が紹介するもの。フジテレビの『Back up〜必見!日本の元気を応援するテレビ〜』、テレビ朝日の『夢情報〜夢野家の人々』、テレビ東京の『デキる人検定』『モノイズム』などが該当する。
- 録画式実演型コマーシャル
ワイドショーなどで見られる生コマーシャルは、選任の出演者による商品説明を軸に展開している。それを生放送ではなく、収録で行うものをインフォマーシャルと呼ぶ例がある。主に一社提供番組の枠内などで放送される。
- 番組本編と直結した特別CM
全国ネットの番組で、番組の内容が筆頭スポンサーの企業1社とコラボレーションした形式のCMとなっている形をインフォマーシャルと呼ぶ例がある。『読売テレビ木曜ドラマ』、『すぽると!』の「「ジョージア魂」賞」など。本編との混同を避けるため「これは（○○の）CMです」という断りのテロップを入れる場合がある。

### サービス宣伝
- 旅番組・紀行番組
公共交通機関の運営会社や旅行会社の一社提供による、沿線・就航地を中心とした観光地の紹介を行う番組（またはその型のミニ番組）で、提供各社が実施する交通サービスやパッケージツアー商品などの紹介を挟む場合は広義のインフォマーシャルに該当する。『オススメッ!』『VACANCES』などがある。

### その他の告知
- 地域情報番組
イベント、店舗（特に新規開店）などの地域情報のPRコーナーが大半を占める情報番組が、地方局などで多く放送されている。
- プレイガイド番組、放送局後援事業のPR番組
放送局が事業部門で製作・後援するイベント（映画試写会・演劇・コンサート・美術展など）の案内や、かつての放送番組のビデオソフトなどの宣伝を放送する広報番組。『Eネ!』や『おしえてア・ゲ・ル』などがある。ワイド番組の1コーナーに内包するパターンもある（「○○（テレビ局）からのお知らせです」などのアナウンスを伴う）。